# Cali Challenger 1993
Il Cali Challenger 1993 è stato un torneo di tennis facente parte della categoria ATP Challenger Series nell'ambito dell'ATP Challenger Series 1993. Il torneo si è giocato a Cali in Colombia dal 27 settembre al 3 ottobre 1993 su campi in terra rossa.

## Vincitori

### Singolare
Mauricio Hadad ha battuto in finale  Nicolás Pereira con il punteggio di 7–6, 7–6

### Doppio
Tom Kempers /  Jack Waite hanno battuto in finale  Christer Allgårdh /  Maurice Ruah con il punteggio di 6–2, 6–4